# 紡ぐ乙女と大正の月
『紡ぐ乙女と大正の月』（つむぐおとめとたいしょうのつき、英: A Drift Girl and a Noble Moon）は、ちうねによる日本の漫画作品。『まんがタイムきららキャラット』（芳文社）にて、2019年9月号から10月号までのゲスト掲載を経て、好評を得て翌月11月号から2024年4月号まで連載された。

## 概要
令和の女子高生が大正時代にタイムスリップして女学生生活を送る作品で、大正時代の女学生の間で行われていたエスについて描かれている。
次にくるマンガ大賞2023にノミネートされている。

## 執筆に至る経緯
『まんがタイムきららキャラット』の担当編集からちうねに漫画執筆の依頼が行われた際に、どういった内容にするか打ち合わせを行ったところ、両者は共に大学時代に歴史を専攻していたという共通点が発覚し、歴史路線での作品と描くことになった。しかしながら、ちうねの専攻は中国の宋の時代であり、日本では一般的になじみのある時代とは言い難い。そこで担当編集から大正時代を描くという提案が行われた。ちうね自身も明治から大正時代には興味もあり、現代の女子高生が大正時代にタイムスリップしたことで、現代女子高生の視点から現代と当時の価値観や文化の違いを描き出せれば面白いと、本作執筆の経緯となった。
ちうねは、「大正時代の魅力」を「今では当たり前のように存在するものが、当時はまだ珍しかったりする」ことが大変面白いと考えている。執筆までは近代化以降の生活面は変化がないのではないかと漠然と考えていたが、大正時代には品質の良い固形石鹸もなく、シャンプーも既製品としては存在していないなど、生活面でも大きな変化がある。また、女学生に限って言えば、当時は「男女七歳にして席を同じゅうせず」とも言われていた社会であり、女子たちだけの独特な文化が形成されていったところが魅力であるとちうねは語っている。
作品の執筆にあたっては、参考になりそうな文献をネットや書籍で調べるの繰り返しとなっている。国立国会図書館のデジタルコレクションには大正時代の文献や『少女の友』や『少女倶楽部』といった大正時代の女学生が愛読していた雑誌が収納されているため、重宝しているとのこと。このような雑誌にも読者からの投稿記事として、女学校での出来事や、女学校で好きな人（当然ながら相手も女の子）に振り向いてもらえな悩み相談などが多く掲載されている。

## あらすじ
2019年のある日、藤川紡は桜川女学校の図書館にいたところ地震で気を失ってしまい、目覚めたときには大正10年の銀座で倒れていた。行く宛もなく大ピンチだったところを公爵令嬢・末延唯月に拾われ、紡は末延家で女中として働きながら、唯月とともに大正時代の桜川女学校で女学生生活を送ることとなる。
その後、紡は同級生の万里小路旭・蜂須賀初野と仲良くなる。しかし、唯月の、父の許しのない外出や身分の低い家への訪問が父の末延公に見つかってしまい、唯月は結婚を命じられてしまう。同時に屋敷を追い出された紡は唯月とともに末延公と向き合い、末延の名を傷つけることがないことを条件に女学校卒業まで間の猶予を得ることに成功する。

## 登場人物
藤川 紡 (ふじかわ つむぐ)
生年月日：2003年（平成15年）11月27日 / 身長：155センチメートル / 体重：46キログラム / 好きなもの：可愛いもの、甘いもの / 苦手なもの：早起き、怖い話、孤独
ある日突然地震で気を失い、目覚めたら大正時代にタイムスリップしていた令和の女子高生。行く宛もないところを公爵令嬢である唯月に拾われ、末延家で女中として働きながら女学生生活を送ることとなる。当時の常識に囚われない自由な言動が周囲の人々に好影響を与えていく。作者によると、性格は「卑屈」「アッパー系のコミュ障」であるが、これは作者自身の学生時代の経験に基づいているとされる。
末延 唯月 (すえのぶ いつき)
生年月日：1906年（明治39年）9月4日 / 身長：150センチメートル / 体重：41キログラム / 好きなもの：珍しいもの・こと、動物 / 苦手なもの：きゅうり、お父様
公爵令嬢。不審者として警察に捕まりそうになっていた紡を拾った少女。紡の1つ年下。才色兼備で非の打ち所がないが根は少しお茶目。紡を助けたのは彼女の変わった格好（セーラー服とミニスカート）に興味を持ったからだったが、後には実の家族として接するようになる。
万里小路 旭 (までのこうじ あさひ)
生年月日：1907年（明治40年）3月17日 / 身長：152センチメートル / 体重：43キログラム / 好きなもの：唯月さん、少女雑誌を読むこと、ピアノ / 苦手なもの：唯月さんに近づく泥棒猫、虫
紡と唯月の同級生で伯爵令嬢。唯月に思いを寄せており、突然現れて同居までしだした紡のことを敵視している。
蜂須賀 初野 (はちすか はつの)
生年月日：1906年（明治39年）8月12日 / 身長：148センチメートル / 体重：40キログラム / 好きなもの：読書、美術鑑賞、温泉 / 苦手なもの：武道の稽古、数学
紡と唯月の同級生で、四国有数の大大名出身。本が好きな文学少女であり、突然現れて時代に合わない突拍子もないことを言う紡のことを天界から舞い降りた天女だと思っている。基本的におとなしいが、時々武家の血が騒ぐらしい。
一条 雪佳 (いちじょう せっか)
生年月日：1908年（明治41年）1月17日 / 身長：149センチメートル / 体重：39キログラム / 好きなもの：動物 / 苦手なもの：人間、梅干
一条公爵家の分家にあたる男爵家の令嬢。幼い頃、公爵の姓と同じ「一条」姓であることから近づいてもらえず友達ができなかった雪佳にとって、唯月は初めてできた友人である。しかし、唯月が父に「そんなやんちゃな娘と関わるな」と言われ、父を畏れる唯月の言いつけを守るが故に唯月が雪佳と縁を切ってしまう。
その後、軽井沢で唯月と再開する。最初は唯月と悪い関係が続く。その後、雪佳が唯月の通う桜川女学校に編入。後に和解する。
賀川 七緒 (よしかわ ななお)
生年月日：18〇〇年12月10日 / 身長：144センチメートル / 体重：38キログラム / 好きなもの：喫茶店、おしるこ / 苦手なもの：子供扱いされること
末延家の老女 (筆頭の女中) で紡の上司。基本的に面倒見が良く優しいがときどき紡に厳しい。
泉 夜雨 (いずみ やう)
末延家に仕えてる女中で、小回りとして道実の世話をしているとのこと。胸が大きく、紡曰く「包容力がある」とのこと。
蜂須賀 八重子 (はちすか やえこ)
生年月日：1915年（大正4年）10月9日 / 身長：107センチメートル / 体重：18キログラム / 好きなもの：姉上、豪華なもの、おかし / 苦手なもの：ダイコン、お説教
初野の妹。紡が大正時代の銀座に降り立ったときに、紡と一度会っている。姉と違って常識人。
末延 道実 (すえのぶ みちざね)
唯月の父。公爵。一人娘の唯月に対しては公爵家の後継者として厳しく接している。
末延 早月 (すえのぶ さつき)
唯月の母。すでに病死しており故人であり、道実の回想で登場。

## 設定

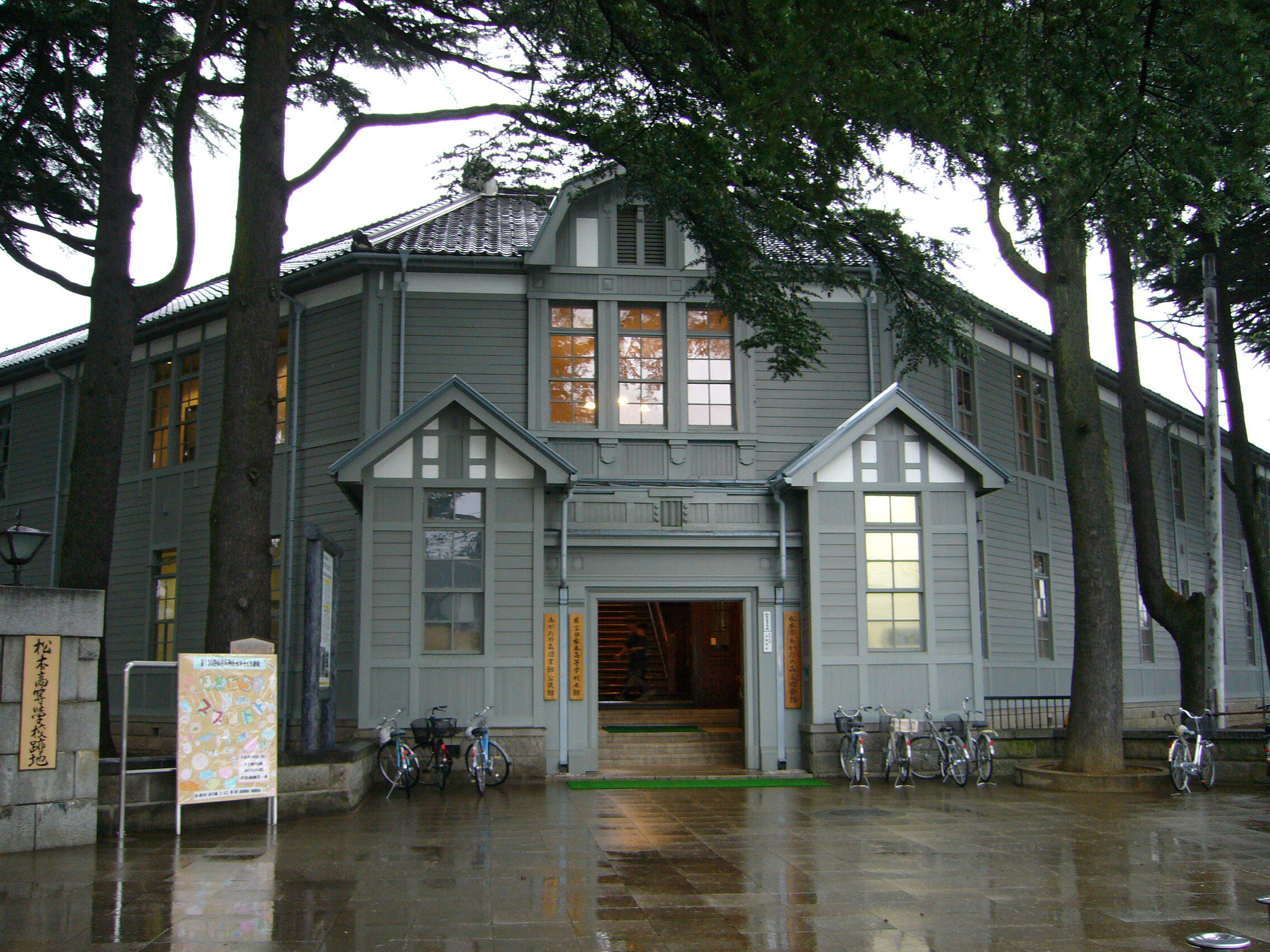
桜川女学校のモデルの旧制松本高等学校

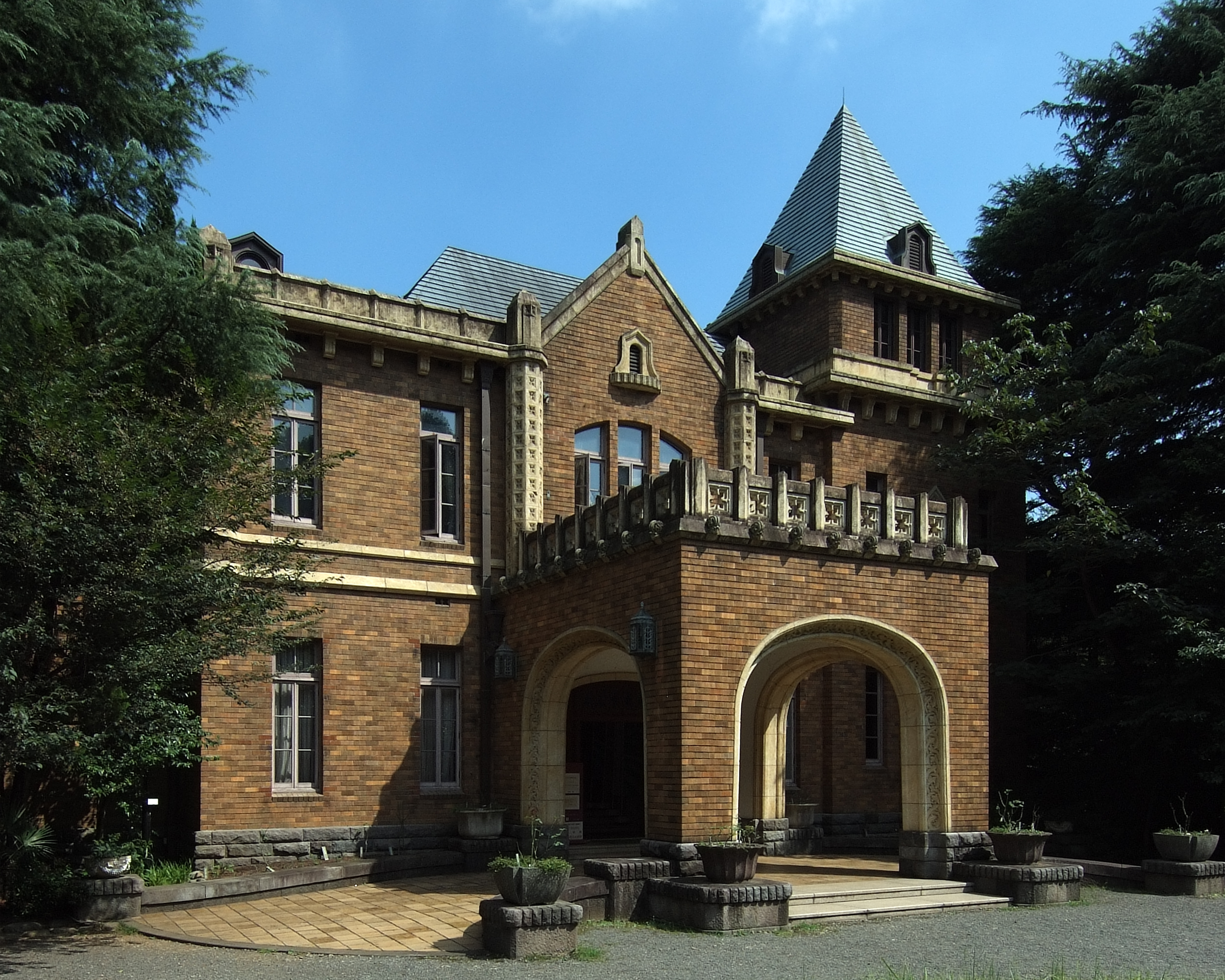
末延邸のモデルの旧前田侯爵邸

桜川女学校
主人公らが通っている女学校。大正時代には存在し、令和の時代にも存続している名門校であり、大正時代の時点では多くの華族の令嬢が在籍している。建物の外観は旧制松本高等学校がモデルとなっている。
末延家
公爵家。軽井沢に別荘を構えており、多くの女中を雇っている。旧前田侯爵邸が末延邸のモデルとなっている。
蜂須賀家
侯爵家。大名時代の中屋敷にそのまま住んでおり、古い書物や美術品も残っている。史実の蜂須賀氏の邸宅の門として実際に使われていた西澄寺の山門が登場する。

## 書誌情報
- ちうね 『紡ぐ乙女と大正の月』 芳文社〈まんがタイムKRコミックス〉、全4巻
  1. 2020年7月15日発行（同年6月26日発売）、ISBN 978-4-8322-7199-9
  2. 2021年9月14日発行（同年8月26日発売）、ISBN 978-4-8322-7301-6
  3. 2022年9月14日発行（同年8月26日発売）、ISBN 978-4-8322-7389-4
  4. 2024年4月15日発行（同年3月27日発売）、ISBN 978-4-8322-9534-6